# Phanoderma campbelli
Phanoderma campbelli är en rundmaskart som beskrevs av Allgen 1928. Phanoderma campbelli ingår i släktet Phanoderma och familjen Phanodermatidae. Inga underarter finns listade i Catalogue of Life.